# Epidesma sixola
Epidesma sixola là một loài bướm đêm thuộc phân họ Arctiinae, họ Erebidae.